# Аппиа, Деннис
Деннис Аппиа (фр. Dennis Appiah; 9 июня 1992, Тулуза, Франция) — французский футболист ганского происхождения, защитник клуба «Сент-Этьен».

## Клубная карьера
Аппиа — воспитанник клуба «Монако». В 2010 году он начал выступать за команду дублёров, а позже был включён в заявку основного состава на сезон. В 2011 году после того, как монегаски вылетели из элиты и ведущие игроки покинули клуб, Деннис получил свой шанс. 1 августа в матче против «Булони» он дебютировал в Лиге 2. В 2013 году Аппиа помог «Монако» вернуться в элиту. Летом того же года он перешёл в «Кан». 2 августа в матче против «Дижона» Деннис дебютировал за новую команду. По итогам сезона клуб вышел в элиту. 9 августа 2014 года в матче против «Эвиана» Аппиа дебютировал в Лиге 1. 9 апреля в поединке против «Лорьяна» он забил свой первый гол за «Кан».
Летом того же года Деннис перешёл в бельгийский «Андерлехт». Сумма трансфера составила 2,5 млн евро. 26 июля в матче квалификации Лиги чемпионов против российского «Ростова» он дебютировал за новую команду. 30 июля в поединке против «Мускрон-Перювельз» Аппиа дебютировал в Жюпиле лиге. В своём дебютном сезоне он стал чемпионом Бельгии.

## Достижения
«Андерлехт»
- Чемпионат Бельгии: 2016/17

«Нант»
- Обладатель Кубка Франции: 2021/22